# Leon Spartanski
Leon (grčki Λέων = "lav") bio je kralj grčkog polisa Sparte od 590. do 560. prije Krista.
Naslijedio je svog oca Eurikratida, spomenuo ga je Herodot.
Naslijedio ga je sin Anaksandrid II.
Leon je bio djed Kleomena I., Kleombrota i slavnog Leonide I. te pradjed kraljice Gorgo.